# Josep Ester i Borrás
Josep Ester i Borrás (Berga, España 26 de octubre de 1913 - Alès, Francia, 13 de abril de 1980), también conocido como "Minga". Trabajador del ramo del textil. Militante de las Juventudes Libertarias y de la CNT. Miembro de la resistencia en Francia durante la Segunda Guerra Mundial. Subteniente del ejército francés, es superviviente del campo de exterminio de Mauthausen.

## Biografía
Se afilió a la CNT en 1932. En julio de 1936, al producirse el levantamiento militar del general Franco que dio origen a la guerra civil española, se alista en la Columna Tierra y Libertad (Milicias de la CNT) que combate en el frente de Aragón, Madrid y Cataluña. Tras la militarización y disolución de las milicias, en mayo de 1938 es detenido y encarcelado bajo la acusación del asesinato de un comisario político. Permanece en prisión hasta los últimos días de la Guerra Civil, tras cuyo desenlace se exilia en Toulouse.
En Francia recupera la militancia anarcosindicalista, ahora en exilio. En julio de 1940, tras la ocupación de Francia por el ejército alemán, se integra en el Grupo Ponzán, colaborador de la Red Pat O'Leary, que presta notables servicios a los aliados. En abril de 1941 es detenido e internado en el Campo de internamiento de Vernet d'Ariège en Saverdun, Francia. Francisco Ponzán y Robert Terrés urden una falsificación de documentos que le permite escapar del campo y recuperar su actividad en el grupo de evasiones. En octubre de 1943 es detenido por la Gestapo e internado en el Campo de concentración de Mauthausen-Gusen junto a su suegro y su cuñado José. Su mujer, Alfonsina Bueno Vela, es deportada al campo de Ravensbrück y en los últimos meses de la guerra a Mauthausen, desde donde tanto ella como José Ester serán evacuados hacia Francia por la Cruz Roja Internacional en abril de 1945. José, hermano de Alfonsina, sobrevivió hasta la liberación del campo, pero el padre de esta, Miguel, fue asesinado en las cámaras de gas.
Regresa a Toulouse y se integra en la Federación Española de Deportados e Internados Políticos (FEDIP), de la que será secretario general desde 1947 hasta su muerte. Entre otras actividades, la Federación presiona al gobierno francés hasta que se consigue una pensión del gobierno alemán para los exiliados forzosos o sus viudas. Con Albert Guérisse, antiguo responsable de la Red Pat O’Leary, despliega una perseverante labor que permite la liberación de Vicente Moriones, detenido en España. La lucha en favor de los exiliados logra también la liberación de un grupo de antifascistas españoles deportados en Karaganda (URSS) e impide la extradición a España de algunos guerrilleros, como es el caso de Marcelino Massana.
Fue nombrado oficial de la Legión de Honor francesa y distinguido con condecoraciones concedidas por los gobiernos francés, inglés y estadounidense por su labor en la resistencia.
Después de su muerte, sus familiares donaron su biblioteca particular al "Centro de estudios libertarios Josep Ester i Borras" en Berga.